# 2007年の映画/9月
- 1日
  - ウィッカーマン（ アメリカ合衆国）
  - 恋とスフレと娘とわたし（ アメリカ合衆国）
  - デス・プルーフ in グラインドハウス（ アメリカ合衆国）
  - ブラック・スネーク・モーン（ アメリカ合衆国）
  - ファイアー・ドッグ 消防犬デューイの大冒険（ アメリカ合衆国）
  - PUNK'S NOT DEAD（ アメリカ合衆国/ドキュメンタリー）
  - チャーリーとパパの飛行機（ フランス）
  - 明るい瞳（ フランス）
  - ワン・デイ・イン・ヨーロッパ（ ドイツ・ スペイン）
  - オフサイド・ガールズ（ イラン）
  - ルーツ・タイム（ ジャマイカ・ アルゼンチン）
  - フローズンライフ（ 日本）
  - ヱヴァンゲリヲン新劇場版:序（ 日本/アニメ）
- 8日
  - ホステル2（ アメリカ合衆国）
  - ミリキタニの猫（ アメリカ合衆国/ドキュメンタリー）
  - LONDON CALLING/ザ・ライフ・オブ・ジョー・ストラマー（ アイルランド・ イギリス/ドキュメンタリー）
  - ミルコのひかり（ イタリア）
  - 釣りバカ日誌18 ハマちゃんスーさん瀬戸の約束（ 日本）
  - ワルボロ（ 日本）
  - GROW 愚郎（ 日本）
  - そんな無茶な!（ 日本）
  - 一万年、後....。（ 日本）
  - サッド ヴァケイション（ 日本）
  - HERO（ 日本）
  - 人が人を愛することのどうしようもなさ（ 日本）
- 15日
  - ストンプ・ザ・ヤード（ アメリカ合衆国）
  - キャプティビティ（ アメリカ合衆国）
  - ミス・ポター（ アメリカ合衆国・ イギリス）
  - 題名のない子守唄（ イタリア）
  - サイボーグでも大丈夫（ 韓国）
  - Mayu -ココロの星-（ 日本）
  - 天国からのラブレター（ 日本）
  - 壁男（ 日本）
  - スキヤキ・ウエスタン ジャンゴ（ 日本）
  - M（ 日本）
  - 包帯クラブ（ 日本）
  - CLANNAD-クラナド-（ 日本/アニメ）
- 21日
  - ファンタスティック・フォー:銀河の危機（ アメリカ合衆国・ ドイツ）
- 22日 
  - アーサーとミニモイの不思議な国（ フランス）
  - プラネット・テラー in グラインドハウス（ アメリカ合衆国）
  - さらば、ベルリン（ アメリカ合衆国）
  - ヴォイス・オブ・ヘドウィグ（ アメリカ合衆国/ドキュメンタリー）
  - TOO TOUGH TO DIE（ アメリカ合衆国/ドキュメンタリー）
  - サルバドールの朝（ スペイン・ イギリス）
  - キャンディ（ オーストラリア）
  - 夜の上海（ 日本・ 中国）
  - めがね（ 日本）
  - ボーイ・ミーツ・プサン（ 日本）
  - 劇場版 アクエリオン（ 日本/アニメ）
- 29日
  - 幸せのレシピ（ アメリカ合衆国）
  - パーフェクト・ストレンジャー（ アメリカ合衆国）
  - ヒルズ・ハブ・アイズ（ アメリカ合衆国）
  - ディテクティヴ（ アメリカ合衆国）
  - エディット・ピアフ〜愛の讃歌〜（ フランス・ チェコ・ イギリス）
  - クローズド・ノート（ 日本）
  - バウムクーヘン（ 日本）
  - 裸 over8（ 日本）
  - Mayu -ココロの星-（ 日本）
  - 探偵物語（ 日本）
  - 天使がくれたもの（ 日本）
  - ストレンヂア 無皇刃譚（ 日本/アニメ）